# Wójtowo (Barczewo)
Wójtowo (deutsch Fittigsdorf) ist ein Ort in der polnischen Woiwodschaft Ermland-Masuren. Er gehört zur Gmina Barczewo (Stadt-und-Land-Gemeinde Wartenburg in Ostpreußen) im Powiat Olsztyński (Kreis Allenstein).

## Geographische Lage
Wójtowo liegt im Westen der Woiwodschaft Ermland-Masuren, acht Kilometer östlich der Kreis- und Woiwodschaftshauptstadt Olsztyn (deutsch Allenstein).

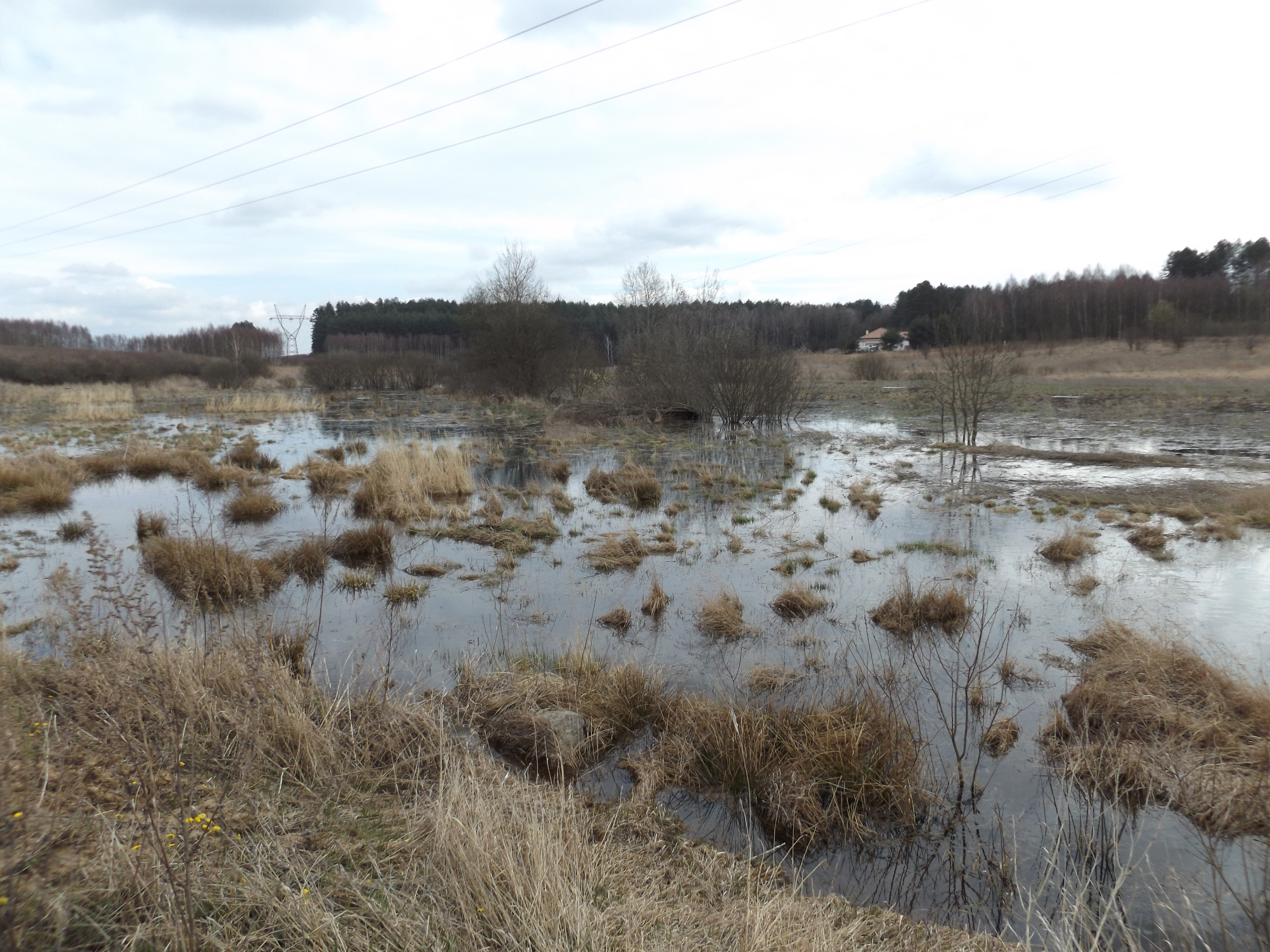
Wasserrückstaubecken bei Wójtowo

## Geschichte
Am 18. August 1359 erwarb der Vogt des Kapitels und Ritter Heinrich von Woppen Wald und Heide nach Kulmer Recht zwecks Gründung eines Guts und schuf damit die Voraussetzungen zur Anlage von Vogtsdorf, das noch vor 1785 Woytowo, danach Fittischdorf genannt wurde. Im Jahre 1470 wurde es ein Zinsgut, das 191 Menschen im Jahre 1772 eine Heimat war und im Jahre 1785 bereits 27 Feuerstellen aufweisen konnte. Eine Volkszählung am 3. Dezember 1861 erbrachte für Fittigsdorf 49 Wohngebäude bei 387 Einwohnern.
Als 1874 der Amtsbezirk Lengainen (polnisch Łęgajny) im ostpreußischen Kreis Allenstein errichtet wurde, war Fittigsdorf eines der dazugehörigen Orte. Er bestand bis 1945.
Die Einwohnerzahl Fittigsdorfs belief sich im Jahre 1910 auf 428, im Jahre 1933 auf 411 und im Jahre 1939 auf 375.
Mit der Abtretung des gesamten südlichen Ostpreußen 1945 in Kriegsfolge an Polen erhielt Fittigsdorf die polnische Namensform „Wójtowo“. Das Dorf ist heute Sitz eines Sołectwo (= „Schulzenamt“) im Verbund der Stadt-und-Land-Gemeinde Barczewo (Wartenburg i. Ostpr.) im Powiat Olsztyński (Kreis Allenstein), 1975 bis 1998 der Woiwodschaft Olsztyn, seither der Woiwodschaft Ermland-Masuren zugehörig. Im Jahre 2011 zählte Wójtowo 1.466 Einwohner.

## Kirche

### Evangelisch
Bis 1945 war Fittigsdorf in die evangelische Kirche Allenstein in der Kirchenprovinz Ostpreußen der Kirche der Altpreußischen Union eingepfarrt. Auch heute noch gehört Wójtowo zu eben dieser nun mit Namen versehenen Christus-Erlöser-Kirche Olsztyn innerhalb der Diözese Masuren der Evangelisch-Augsburgischen Kirche in Polen.

### Römisch-katholisch

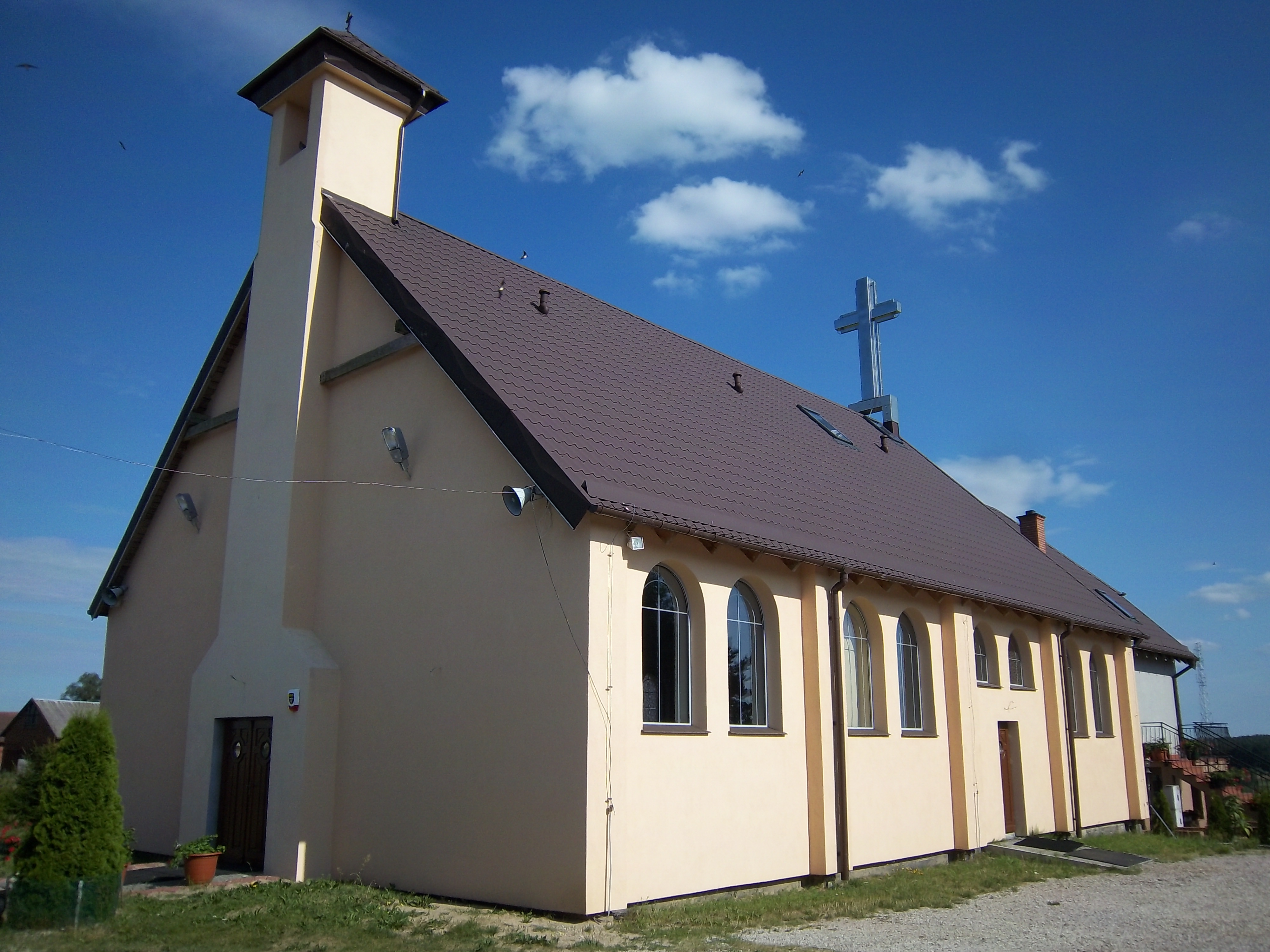
Die katholische Kirche in Wójtowo

Vor 1945 war Fittigsdorf katholischerseits in die Pfarrgemeinde Groß Kleeberg (polnisch Klebark Wielki) im Bistum Ermland eingegliedert. Seit dem 1. Juli 1999 ist Wójtowo selber Sitz einer Pfarrei. Die Pfarrkirche wurde in den Jahren 2001 bis 2006 unter dem Architekten Franciszek Chabrowski erbaut und am 20. September 2006 der „Hl. Jungfrau Maria, Königin der Märtyrer“ geweiht. Die Pfarrei gehört zum Dekanat Barczewo (Wartenburg) im Erzbistum Ermland.

## Verkehr
Wójtowo liegt an der verkehrsreichen polnischen Landesstraße 16 (ehemalige deutsche Reichsstraße 127), die – derzeit im Ausbau zur Schnellstraße S 16 begriffen – von der Woiwodschaft Pommern herkommend die Woiwodschaft Ermland-Masuren in West-Ost-Richtung durchzieht und bis zur polnisch-litauischen Staatsgrenze führt. Kleinere Nebenstraßen verbinden Wójtowo mit dem Umland. Eine Anbindung an den Bahnverkehr besteht nicht.